# Ernesto de Ligne
Ernesto de Ligne (Ernest Henri Louis Lamoral de Ligne) (París, Francia, 13 de enero de 1857 - Bruselas, Bélgica, 23 de junio de 1937) fue un noble belga que ostentó los títulos de X príncipe de Ligne, príncipe de Épinoy y de Amblise y la dignidad de grande de España junto con la jefatura de la Casa de Ligne, una de las familias nobles más prestigiosas de Europa, entre 1918 y 1937, luego de suceder a su hermano mayor el IX príncipe de Ligne, príncipe Luis de Ligne, que sólo tuvo una hija.

## Biografía
Era hijo del príncipe Enrique de Ligne y de su esposa, Margarita de Talleyrand-Périgord.
Ernesto contrajo matrimonio el 3 de enero de 1887 con Diana de Cossé-Brisac (19 de diciembre de 1869 - 10 de abril de 1950), hija de Gabriel Rolando de Cossé, marqués de Brissac y de Juana Eugenia Say. Era la hermana menor de Francisco de Cossé, duque de Brissac (1868-1944).
De esta unión nacieron:
- Claudio Mauricio René (Bruselas, 19 de octubre de 1890 - Bruselas, 4 de abril de 1900). Fallecido en la infancia.

- Eugenio Federico María,  XI príncipe de Ligne, (Breuilpont, 10 de agosto de 1893 - Beloeil, 26 de junio de 1960). Contrajo matrimonio con Felipa de Noailles (1898 - 1991), hija de Francisco de Noailles, príncipe de Poix y de Magdalena Dubois de Courval; con descendencia.

- Enrique Balduino (Bruselas, 28 de enero de 1896 - Herentals, 8 de septiembre de 1914). Muerto en acción durante la Primera Guerra Mundial.

- Juana María Luisa (Bruselas, 2 de octubre de 1897 - Montabon, 23 de febrero de 1974). Se casó el 5 de junio de 1906, en Bruselas, con Leonel Marie Ghislain Alfred, marqués de Moustier (1882 - 1945); con descendencia.

- Margarita Francisca María (Bruselas, 15 de octubre de 1898 - Bruselas, 19 de febrero de 1899). Fallecida en la infancia.

- Melania María Isabel (Bruselas, 23 de septiembre de 1889 - Bruselas, 11 de diciembre de 1968). Se casó el 25 de octubre de 1920 en Bruselas con el príncipe Reginaldo de Croÿ-Solre (1878 - 1961), hijo menor de Alfredo Manuel, príncipe de Croÿ-Solre (1842 - 1888); con descendencia.

- Enriqueta María Julieta (Bruselas, 31 de diciembre de 1891 - Tramecourt, 19 de diciembre de 1981). Se casó el 12 de agosto de 1919, en París, con Roberto, vizconde de Chabot-Tramecourt (1890-1944); con descendencia.

- Carlota María Beatriz (Moulbaix, 28 de agosto de 1898 - Anvaing, 8 de noviembre de 1982). Se casó el 19 de julio de 1921, con el conde Pablo de Lannoy (1898 - 1980). Con descendencia. Son los abuelos de la condesa Estefanía de Lannoy, esposa del gran duque heredero Guillermo de Luxemburgo.

- Teresa María Eugenia (Bruselas, 27 de diciembre de 1905 - Bruselas, 11 de diciembre de 2000). Se casó el 22 de noviembre de 1927 con el conde Bernardo de Ursel (1904-1965): con descendencia.